# World Circuit Series
F-1 Spirit (F1スピリット (エフワンスピリット)?) - conocido en Norteamérica como World Circuit Series y en Europa como The Spirit of F-1 - es un videojuego de Fórmula 1 publicado para Game Boy en 1991. Es un juego de carreras en perspectiva cenital donde los jugadores pueden competir en la Fórmula 3 Japonesa, Fórmula Nippon y Fórmula 1.